# Cryptocephalus coronatus
Cryptocephalus coronatus es una especie de insecto coleóptero de la familia Chrysomelidae.
Fue descrita científicamente en 1847 por Suffrian.
Este escarabajo se encuentra en el sur de Ucrania, Kazajistán y Uzbekistán.